# St.-Nikolaus-Kathedrale (Kiew)
Koordinaten: 50° 25′ 37″ N, 30° 31′ 3″ O

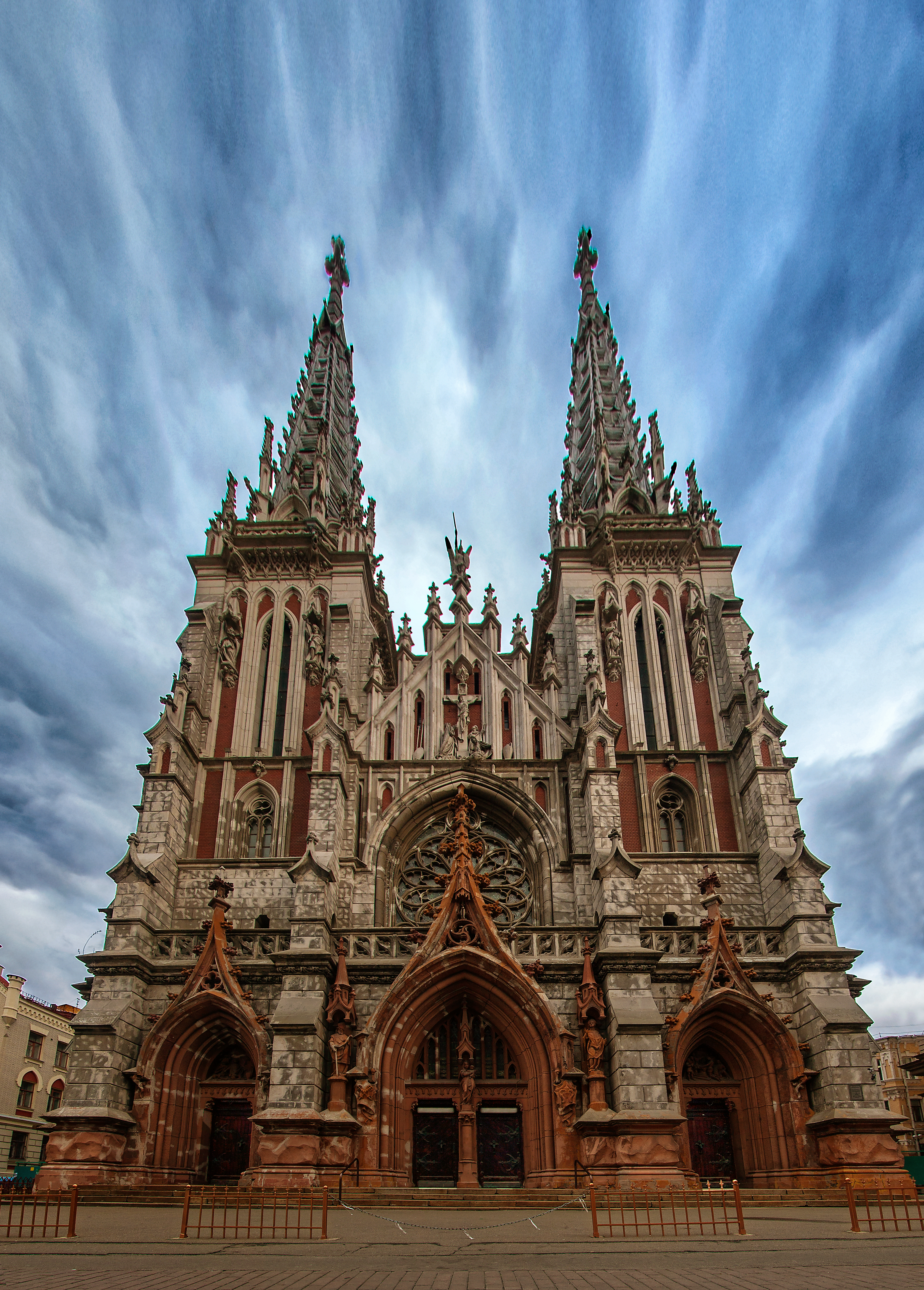
Hauptportal der Kathedrale

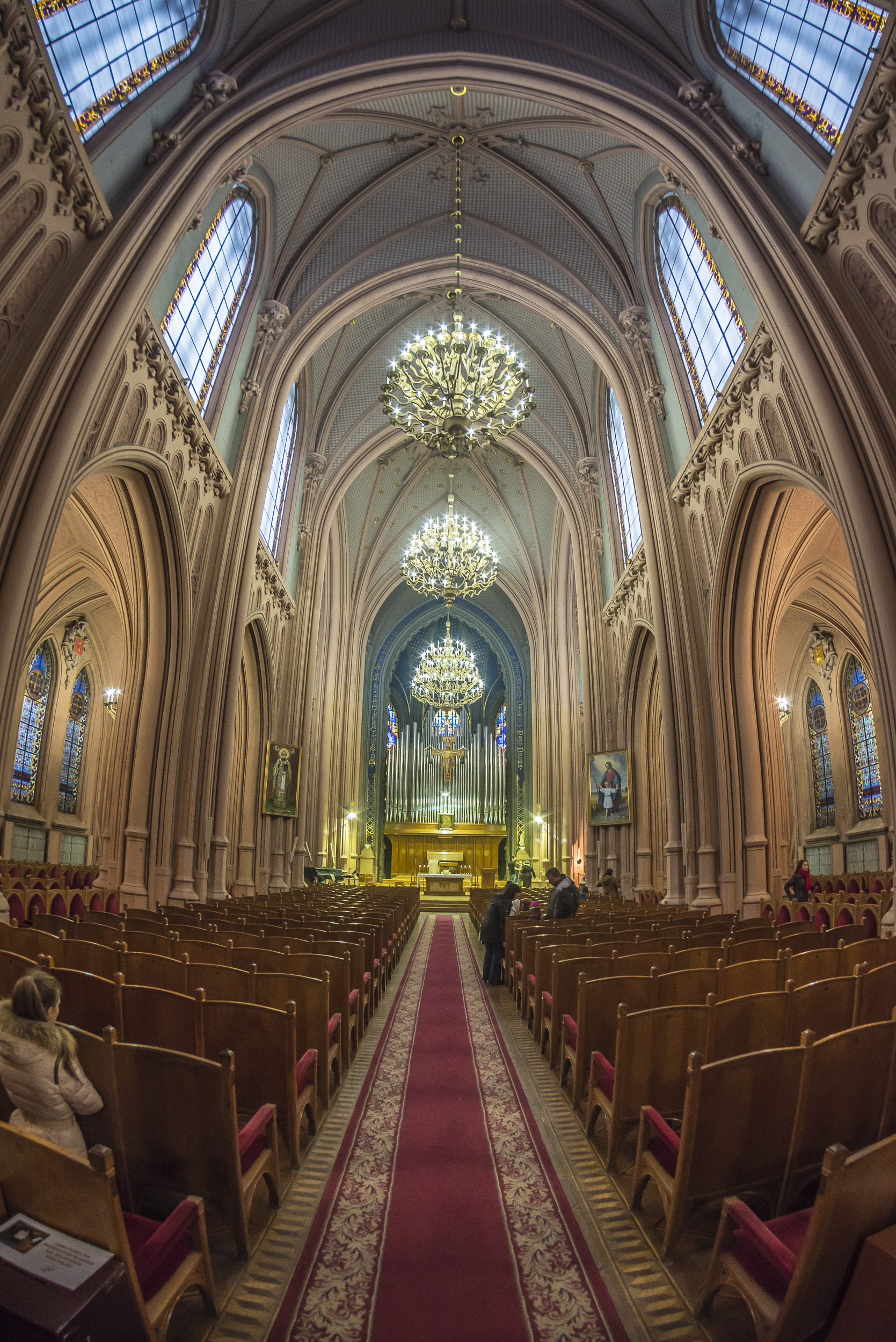
Innenansicht mit Orgel (2015)

Die St.-Nikolaus-Kathedrale (ukrainisch Церква Святого Миколая/Zerkwa Swjatoho Mykolaja) ist ein römisch-katholisches Kirchengebäude im Zentrum der ukrainischen Hauptstadt Kiew.
Die vom bekannten Architekten Władysław Horodecki von 1899 bis 1909 im neogotischen Stil erbaute Konkathedrale des Bistums Kiew-Schytomyr ist, nach der Alexanderkirche, die älteste katholische Kirche Kiews. Die neugotische Kathedrale in der Welyka Wassylkiwska-Straße (вулиця Велика Васильківська) Nr. 77 besitzt zwei Spitzbogentürme mit einer Höhe von 62 Metern.
Das Kirchengebäude ist seit den 1980er Jahren auch die Nationale Konzerthalle der Orgel- und Kammermusik der Ukraine. Im Jahr 2022 soll die Rückgabe des Gebäudes an die katholische Kirche erfolgen.

## Geschichte
Die Kirche wurde von 1899 bis 1909 erbaut. Nach der Schließung durch das kommunistische Regime in den 1930er Jahren wurde sie als Lager genutzt. Nach starken Beschädigungen während des Zweiten Weltkriegs erfolgte in der Nachkriegszeit eine Teilrenovierung. Die Räumlichkeiten der Kirche dienten dann als Archiv der Region Kiew.
Seit den 1980er Jahren beherbergt die Kirche das Haus der Orgel und Kammermusik. Für die Nutzung als Konzertsaal wurde das Gebäude nochmals umgebaut: der Altar wurde entfernt und stattdessen eine große Orgel eingebaut.
Nach der Unabhängigkeitserklärung der Ukraine 1991 erhielt die römisch-katholische Kirche 1992 die Erlaubnis, in der Kathedrale wieder Gottesdienste zu halten. Langjährige Bemühungen der Kirche um die Rückgabe der Kirche scheiterten auch an der Schwierigkeit des Transports der Orgel in ein anderes Gebäude. Während seiner Reise in die Ukraine besuchte Papst Johannes Paul II. die Kirche im Juni 2001.
Am 3. September 2021 brach während einer Orgelprobe bedingt durch einen technischen Defekt des Instrumentes ein Brand aus, der die Orgel zerstörte und auch den Innenraum der Kirche beschädigte. Seit Oktober 2021 werden umfangreiche Renovierungsarbeiten vorgenommen.
Nach langen Verhandlungen wurde im November 2021 bekanntgegeben, dass die Kirche am 1. Juni 2022 vom Kultusministerium an die katholische Kirche zurückgegeben werden soll.
Am 20. Dezember 2024 wurde die Kirche während des russischen Überfalls auf die Ukraine beschädigt. Neben der Fensterrose waren die Fassade sowie die Fenster der Treppentürme betroffen. Die Übergabe der Kirche war zu diesem Zeitpunkt noch nicht vollzogen worden.

## Ehemalige Orgel
Das Instrument wurde 1980 von den Orgelbaufirma Rieger-Kloss als Opus 3504 erbaut und hatte 55 Register auf drei Manualwerken und Pedal. Das Instrument verfügte über Schleifladen mit mechanischer Spiel- und elektrischer Registertraktur.
| Hauptwerk C–a3   |        |
| Praestant        | 16′    |
| Principal        | 08′    |
| Rohrflöte        | 08′    |
| Gemshorn         | 08′    |
| Oktave           | 04′    |
| Hohlflöte        | 04′    |
| Quinte           | 02 ⁄3′ |
| Superoktave      | 02′    |
| Kornett V (ab b) | 08′    |
| Mixtur major V   | 02′    |
| Scharf IV        | 01′    |
| Fagott           | 16′    |
| Trompete         | 08′    |

| Positiv C–a3       |        |
| Principal          | 08′    |
| Gedackt            | 08′    |
| Quintadenta        | 08′    |
| Principal          | 04′    |
| Koppelflöte        | 04′    |
| Oktave             | 02′    |
| Spitzflöte         | 02′    |
| Quinte             | 01 ⁄3′ |
| Oktavin            | 01′    |
| Sesquialtera II    |        |
| Mixture minor IV 0 | 01′    |
| Dulzian            | 16′    |
| Cromorne           | 08′    |

| Schwellwerk C–a3    |         |
| Gedacktpommer       | 16′     |
| Principal           | 08′     |
| Flute harmonique    | 08′     |
| Salicional          | 08′     |
| Violino coelestis   | 08′     |
| Principal           | 04′     |
| Querflöte           | 04′     |
| Nasard              | 02 ⁄3′  |
| Waldflöte           | 02′     |
| Terz                | 01 3⁄5′ |
| Flautino            | 01′     |
| Mixtur V            | 01 ⁄3′  |
| Trompete harmonique | 08′     |
| Oboe                | 08′     |
| Clairon harmonique  | 04′     |

| Pedal C–g1     |         |
| Grossgedackt 0 | 32′     |
| Principal      | 16′     |
| Subbass        | 16′     |
| Gedacktbass    | 16′     |
| Oktave         | 08′     |
| Gedacktflöte   | 08′     |
| Choralbass     | 04′     |
| Spitzflöte     | 02′     |
| Sifflöte       | 04′     |
| Rauschbass II  | 05 1⁄3′ |
| Mixtur V       | 02 ⁄3′  |
| Posaune        | 16′     |
| Holztrompete   | 08′     |
| Kopftrompete   | 04′     |